# Park Górczyński w Poznaniu
Park Górczyński - park miejski, zlokalizowany na południu Poznania, w obrębie Górczyna, pomiędzy ulicami Albańską, Ostrobramską, Węglową i tyłami zabudowań ulicy Słowiczej (nie dochodzi do samego traktu).

## Historia
Park stanowi teren dawnego cmentarza ewangelickiego św. Łazarza (Evangelische Kirchengemeinde St. Lazarus) o powierzchni 2,8 ha. Nekropolię założono przed 1911. Cmentarz powstał jako założenie z główną aleją centralną, kilkoma odchodzącymi pod kątem prostym mniejszymi i jedną w kształcie owalnym. Przekształcenia w park publiczny dokonano po II wojnie światowej, w celu zapewnienia ludności Górczyna odpowiedniego terenu rekreacyjnego (początkowo, w 1945, planowano w miejscu nekropolii utworzyć stadion klubu sportowego Admira).
W 2021 w parku odsłonięto ławeczkę Wincentego Różańskiego.

## Drzewostan
Na drzewostan parku składają się przede wszystkim następujące gatunki: lipa, jesion, jawor, żywotnik i sosna, dąb. Najstarsze drzewa mają około 110 lat (2010).